# Mikuláš Chudý z Újezda
Mikuláš I., řečený Chudý z Lobkowicz, původně zeman Mikuláš z Újezda (1386?[zdroj⁠?!]–1435), byl zakladatelem rodu Lobkowiczů. Narodil se jako třetí, nejmladší, syn Mareše z Újezda (manželka není známa), který žil v době Karla IV. a vlastnil královský úrok na panství Obříství.
Mikuláš pocházel z chudšího zemanského prostředí, ale díky svým schopnostem se brzy vypracoval mezi nejvlivnější osoby na dvoře krále Václava IV.

## Původ a život
Získal vzdělání na pražské universitě. Původně se měl věnovat duchovní dráze, ale duchovní stav opustil zřejmě kvůli tomu, že jeho dva starší bratři neměli potomstvo. Byl „muž v knihách i ve zbrani dobře znalý“ a díky svým schopnostem získal přízeň a důvěru Václava IV. Postupně nabýval jak úřednické funkce, tak majetek. Stal se písařem ve druhém nejbohatším českém městě, v Kutné Hoře. Nabyl některé drobné statky, např. Milčeves (dnes součást Žatce), podle které se původně psal „de Miličoves“ a asi 1409 ves Lobkovice, podle které se od roku 1410 začal psát on i veškeré jeho potomstvo. V této vsi také zřejmě vybudoval původní tvrz.
V této době se na Mikuláše obrátil Jan Hus, aby využil svůj vliv u krále Václava IV. a přesvědčil ho potřebě změny hlasovacích práv na pražské universitě ve prospěch domácího národa. Výsledkem byl Dekret kutnohorský, vydaný 18. ledna 1409. Mikuláš byl zřejmě tvůrcem koncepce tohoto dekretu a jeho stylizátorem. Byl zřejmě rovněž pověřen vykonáním královy vůle.
Roku 1416 velel královskému vojsku, které dobylo hrad Blansko. V době husitských válek pak stál na straně císaře Zikmunda, což mu vyneslo opět četné majetky. V roce 1417 byl jmenován nejvyšším písařem zemských desek. V roce 1418 dobyl podle rozkazu krále Václava IV. hrad Hasištejn, který byl v držení odbojných pánů z Plavna. Hrad Hasištejn mu byl napřed dán do zástavy a posléze ponechán v majetku.
V roce 1424 byl Mikuláš zajat Zikmundem z Vartenberka, a donucen k vydání hradu Vrabinec. Dohodu zprostředkoval saský vévoda, za kterého Mikuláš musel zaplatit dluhy vůči Zikmundovi z Vartenberka.
Zemřel již jako bohatý šlechtic roku 1435 a nechal se pohřbít v nově zbudované hrobce při oltáři svaté Doroty v kostele svatého Mikuláše v Přísečnici na hřebenech Krušných hor. Jeho kenotaf se dnes nachází v nedalekém kostele svatého Jakuba Staršího v Louchově. Jeho dva synové, Mikuláš a Jan, založili dvě hlavní větve rodu, starší Mikuláš II. Hasištejnský z Lobkowicz větev Hasištejnských z Lobkowicz a mladší Jan I. Popel z Lobkowicz větev Popelů z Lobkowicz. Část Hasištejnských z Lobkowicz byla protestantského vyznání a odešla do zahraničí. Jejich potomci se objevovali v různých částech Evropy, zejména v Bavorsku, až do 20. století. Dnes je tato větev rodiny zřejmě vymřelá. Většina členů mladší větve, tedy Chlumecké, byla katolického vyznání. Její členové žijí dodnes.

## Rodina
Jeho staršími bratry byli Blažek (Blazco, Blasius) z Újezda a Václav (Wencesluas) z Újezda. Blažek zdědil po otci Újezd. Zemřel před rokem 1397 bez potomků. Václav se stal duchovním na faře v Pavlovicích u České Lípy. V roce 1401 zaměnil faru v Pavlovicích za faru v Drchlavě u České Lípy. V roce 1412 opustil Drchlavu a získal oltář svaté Kateřiny ve farním kostele v Lobkovicích, které již v té době vlastnil jeho bratr Mikuláš.[zdroj⁠?!]

## Majetek
Od 1407 vlastnil tvrz Milčeves (dnes součást Žatce), 1409 Lobkovice, 1418 Hasištejn, 1421 Hlubokou, 1424 Chomutov a další statky. Po smrti svého staršího bratra Blažka vedl spor s novým manželem vdovy, purkrabím z Lípy o majetek po zesnulém bratrovi. K dohodě došlo v roce 1397, kdy se purkrabí zavázal vrátit všechny spisy a zbraně Mikulášovi z Újezda a odevzdat je prostřednímu bratrovi Václavovi, t.č. faráři v Pavlovicích.[zdroj⁠?!]